# Саблин, Александр Алексеевич
Алекса́ндр Алексе́евич Са́блин (5 [17] августа 1850, Вологодская губерния — 30 августа [11 сентября] 1895, Тифлис) — российский адвокат, управляющий казённой палатой в Тифлисе.

## Биография
Родился в Чёбсаре (Вологодская губерния) 5 (17) августа 1850 года в семье исправника, коллежского асессора Алексея Ивановича и Александры Михайловны (Скрипицыной) Саблиных. Брат Михаил — известный впоследствии педагог, статистик, один из редакторов газеты «Русские ведомости», общественный деятель либерального направления. Второй брат Николай — известный революционер-народник. Третий брат Иван — впоследствии генерал от инфантерии.
В 1863 году семья из своей усадьбы в Чёбсаре переехала в Москву и поселилась во Власьевском переулке на Арбате. В 1869 году Александр окончил 3-ю московскую гимназию.
На квартире у его братьев 15 апреля 1869 года был произведён обыск в связи с арестами по «нечаевскому делу», а в 1872 году А. А. Саблина подчинили негласному надзору полиции за участие, по агентурным сведениям, в организованном В. Н. Плевако тайном юридическом обществе, «ставившем целью распространение социалистических теорий, устройство артельных мастерских и т. п.».

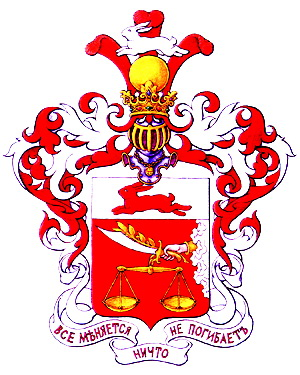

После окончания юридического факультета Московского университета со степенью кандидата права (1873), приехал в Вологду и, после открытия 1 июня 1874 года Вологодского окружного суда, с 7 августа служил при нём частным поверенным.
Вскоре переехал в Москву. Осуществлял защиту дворянина Н. П. Калустова в деле о «Клубе червонных валетов» в Московском окружном суде в 1877 году. Защищал Мышакова в известном деле по обвинению генерала Л. Н. Гартунга в Московском окружном суде с 7 по 14.10.1877.
Как сообщала газета «Новое время» в 1895 году: 

В 1881 году он занял должность товарища прокурора Санкт-Петербургского окружного суда, вскоре был переведён товарищем же прокурора в Москву. Здоровье покойного не позволяло ему продолжать свою деятельность на юридическом поприще. Он перешёл на службу в министерство финансов и с 1893 г. управлял ярославской казённой палатой. Умер он 46 лет
Последняя его должность — управляющий казённой палатой в Тифлисе.
Был женат на Наталье Григорьевне Способиной. У супругов был сын Владимир (1884).

## Публикации
- Речь Саблина в защиту Мышакова // Русские судебные ораторы в известных уголовных процессах XIX в. — Тула, 1997. — С. 445.
- Речь в качестве обвинителя // Русские судебные ораторы в известных уголовных процессах XIX в. — Тула, 1997. — С. 553—558.

### Архивная литература
ГАВО. Ф.179.Оп.5.Д.53.Л.16.Л.17. Л.19. Л.21.